# ワールド・レスリング・オールスターズ
ワールド・レスリング・オールスターズ（World Wrestling All-Stars、略称：WWA）は、かつて存在したオーストラリアのプロレス団体。

## 歴史
2001年10月26日、シドニー・スーパードームで旗揚げ戦を開催。

## 旗揚げ戦の試合結果
- 1. 初代WWA世界ヘビー級王座決定トーナメント1回戦

○フベントゥ・ゲレーラ VS ●シコシス（初代）
- 2. 初代WWA世界ヘビー級王座決定トーナメント1回戦

○ロード・ドッグ VS ●コナン
- 3. ハードコアマッチ

○ノーマン・スマイリー VS ●ディボン・ストーム
- 4. 初代WWA世界ヘビー級王座決定トーナメント1回戦（バトルロイヤル）

○バフ・バグウェル VS ●ノーマン・スマイリー VS ●ジェリー・ローラー VS ●スティービー・レイ VS ●ディスコ・インフェルノ VS ●ディボン・ストーム
- 5. 初代WWA世界ヘビー級王座決定トーナメント1回戦

○ジェフ・ジャレット VS ●ネイサン・ジョーンズ
- 6. 初代WWA世界ヘビー級王座決定トーナメント準決勝

○ロード・ドッグ VS レニー・レーン VS ローディー
- 7. 初代WWA世界ヘビー級王座決定トーナメント準決勝

○ジェフ・ジャレット VS ●バフ・バグウェル
- 8. ブラックレスリングマッチ

○バンパイア・ウォリアー VS ●ルナ・バション
- 9. 初代WWA世界ヘビー級王座決定トーナメント決勝

○ジェフ・ジャレット VS ●ロード・ドッグ

## タイトル
- WWA世界ヘビー級王座

最後は王者のスティング、NWA世界ヘビー級王者のジェフ・ジャレットによる王座統一戦が行われてジャレットが勝利。
- WWAインターナショナル・クルーザー級王座

最後は王者のジェリー・リン、TNA Xディビジョン王者のクリス・セイビンによる王座統一戦が行われてセイビンが勝利。
- WWAハードコア王座

## 参戦選手

### 男子選手
- AJスタイルズ
- エディ・ゲレロ
- コナン
- サブゥー
- シェーン・ダグラス
- ジェフ・ジャレット
- ジェリー・リン
- シコシス（初代）
- スコット・スタイナー
- スティービー・レイ
- スティング
- ディスコ・インフェルノ
- ネイサン・ジョーンズ
- バフ・バグウェル
- バンパイア・ウォリアー
- フベントゥ・ゲレーラ
- マリス
- リック・スタイナー
- レックス・ルガー
- ロード・ドッグ

### 女子選手
- ルナ・バション

## コミッショナー
- ブレット・ハート
- シッド・ビシャス